# Rivière North
La rivière North est une rivière canadienne dans le comté de Queens sur l'Île-du-Prince-Édouard. La rivière coule vers le sud-est dans le port de Charlottetown.